# جاك روذرفورد (لاعب كرة قدم)
جاك روذرفورد (بالإنجليزية: Jack Rutherford)‏ (6 نوفمبر 1908 - ) هو لاعب كرة قدم بريطاني في مركز حراسة المرمى. لعب مع نادي واتفورد.